# میهکل یاهکامی
میهکل یاهکامی (استونیایی: Mihkel Juhkami؛ زادهٔ ۱۹۶۳) سیاستمدار و نماینده سابق مجلس اهل استونی است.